# Hodophylax halli
Hodophylax halli là một loài ruồi trong họ Asilidae. Hodophylax halli được Wilcox miêu tả năm 1961. Loài này phân bố ở vùng Tân Bắc giới.